# Monte Sheffield
Il Monte Sheffield è una montagna rocciosa alta 915 m, situata alla congiunzione tra il Ghiacciaio Gordon e il Ghiacciaio Slessor, nella parte settentrionale della Catena di Shackleton, nella Terra di Coats in Antartide. 
Fu mappato dalla Commonwealth Trans-Antarctic Expedition (CTAE) nel 1957.
L'attuale denominazione fu assegnata nel 1971 dal Comitato britannico per i toponimi antartici (UK-APC), in onore di Alfred H. Sheffield, responsabile delle comunicazioni radio per l'Anno geofisico internazionale, che fornì un prezioso contributo anche per le comunicazioni radio della Commonwealth Trans-Antarctic Expedition nel periodo 1955-58.